# Стевен, Христиан Христианович
Христиа́н Христиа́нович Сте́вен (нем. Christian von Steven, 19 [30] января 1781, Фридрихсгам, Выборгская губерния (ныне Хамина, Финляндия) — 18 (30) апреля 1863, Симферополь) — российский ботаник шведского происхождения, доктор медицины, садовод и энтомолог, основатель и первый директор Никитского сада в Крыму, действительный статский советник.
C 1849 года почётный член Петербургской академии наук, с 1815 — член-корреспондент. Стевен описал множество растений юга Российской империи.

## Биография
Христиан Стевен, сын таможенного инспектора, получил первоначальное образование в народном училище в родном городе Фридрихсгаме.
В 1792 году поступил в Академию Або, где изучал древние языки и медицину.
С 1795 года в течение двух лет Стевен занимался медициной и ботаникой в Императорском медико-хирургическом институте, присоединённом позже к Медико-хирургической академии.
В 1797 году слушал лекции Гуфеланда и Людера на медицинском факультете в Йене.
В 1798 году был вынужден вернуться в Россию по повелению императора Павла I, отозвавшего русских студентов на родину. По возвращении в Россию поступил в Санкт-Петербургский сухопутный госпиталь, где до учреждения Медико-хирургической академии преподавались медицинские науки. В 1799 году закончил обучение в академии и был удостоен степени доктора медицины, представив сочинение «Specilegium plantarum cryptogamarum» (О тайнобрачных растениях). С 12 октября 1799 года Стевен был определён врачом в Санкт-Петербургский сухопутный госпиталь.
Весь период своего обучения Стевен увлечённо занимался естественными науками, ботаникой и энтомологией, уделяя много времени этим предметам в университете Або, находясь в Германии и в Петербурге.
Получив степень доктора, Стевен познакомился с главным инспектором шелководства на Кавказской линии Биберштейном, который сделал ему предложение занять место помощника инспектора шелководства. Приняв предложение Биберштейна, Стевен в марте 1800 года оставил службу в госпитале, а в апреле вместе с Биберштейном покинул Петербург.

### КавказиКрым
Прибыв в Москву, Стевен провёл несколько недель у известного ботаника Стефана. Биберштейн и Стевен предприняли длительное путешествие вниз по Волге и Тереку, по окончании которого прибыли в Кизляр. За время путешествия ими были собраны значительные ботанические и энтомологические коллекции.
С 1800 года инспектор шелководства на Кавказе.
В августе 1800 года они продолжили путешествие по Кавказу. Прибыв в Георгиевск, они встретились с графом Мусиным-Пушкиным, который отправился на Кавказ для исследования минеральных источников. Они приняли участие в обследовании сернистых источников в Константиногорске и источника Нарзан. Путешествие проводилось при сильном конвое, эти места не посещались учёными с момента пребывания здесь Палласа в 1793 году.
Три года оставался Стевен на Кавказской линии, проводя зиму в Кизляре или Георгиевске, а лето — в непрерывных поездках по службе в различные места Ставропольской губернии и к Кавказским минеральным водам, которые начинали в то время приобретать известность. 15 июня 1803 года состоялось назначение Стевена на должность помощника инспектора шелководства в Грузию (незадолго перед тем присоединённую к России), куда он и отправился в апреле 1804 года. Здесь он очутился лицом к лицу перед богатейшей и разнообразнейшей растительностью, в научном отношении почти совершенно не исследованной, несмотря на труды Турнефора, Буксбаума, Гмелина и Гюльденштедта, скорее лишь указавших на богатства закавказской флоры, чем исследовавших её. И Стевен с несокрушимой энергией и пылом истинного учёного отдался изучению многообразной растительности Закавказья, предпринимая частые и сопряжённые с большими трудностями, даже опасностями, поездки во все уголки этого в то время малодоступного края. Богатством результатов своих исследований он оставил далеко позади своих упомянутых предшественников.
Косвенным доказательством плодотворности его работ могут служить многочисленные печатные труды его, помещённые главным образом в изданиях Московского общества испытателей природы. Этим же исследованиям в значительной степени обязана своими достоинствами известная Flora Taurico-Caucasica Биберштейна. В конце 1805 года Стевен отправился в Петербург, 8 мая 1806 года был утверждён в своей должности и вскоре выехал обратно на Кавказ, а оттуда в Крым. Здесь он провёл некоторое время у Палласа, жившего в Судаке и работавшего тогда над составлением своей Zoographia rosso-asiatica, а затем поселился вблизи Симферополя, совершая оттуда ежегодно поездки для обозрения то юго-западных, то юго-восточных губерний. В 1807 году ему было поручено устройство в Кизляре училища виноделия, а в 1810 году «для ознакомления с хозяйственными заведениями жителей» он объехал прибрежные каспийские области, посетил Тифлис и на зиму приехал в Петербург. Здесь он представил министру внутренних дел свои путевые записки, извлечения из которых, содержащие преимущественно сельскохозяйственные сведения, были напечатаны потом в Северной Почте за 1811 год (№ 59—62, 64—66) под заглавием «Краткая выписка из путешествия коллежского советника Стевена по Кавказскому краю в 1810 году».
В марте 1812 года Стевен, оставаясь в прежней должности, вместе с тем был назначен директором Никитского ботанического сада, устроенного по инициативе герцога Ришельё на Южном берегу Крыма, близ деревни Никиты, для акклиматизации южных растений. «Тут к наблюдениям и теоретическим занятиям Стевена,— писал академик П. И. Кеппен,— присоединилась и практика, которой вся южная Россия обязана разведением и распространением большого числа новых более или менее акклиматизированных деревьев и растений, как с опадающей листвой, так и вечнозелёных, а также лучших сортов фруктовых деревьев». Благодаря Стевену Никитский сад вскоре превратился в прекраснейший питомник и ботанический акклиматизационный пункт, служивший как бы этапом при переходе растений с востока на запад и обратно из Европы в Азию.

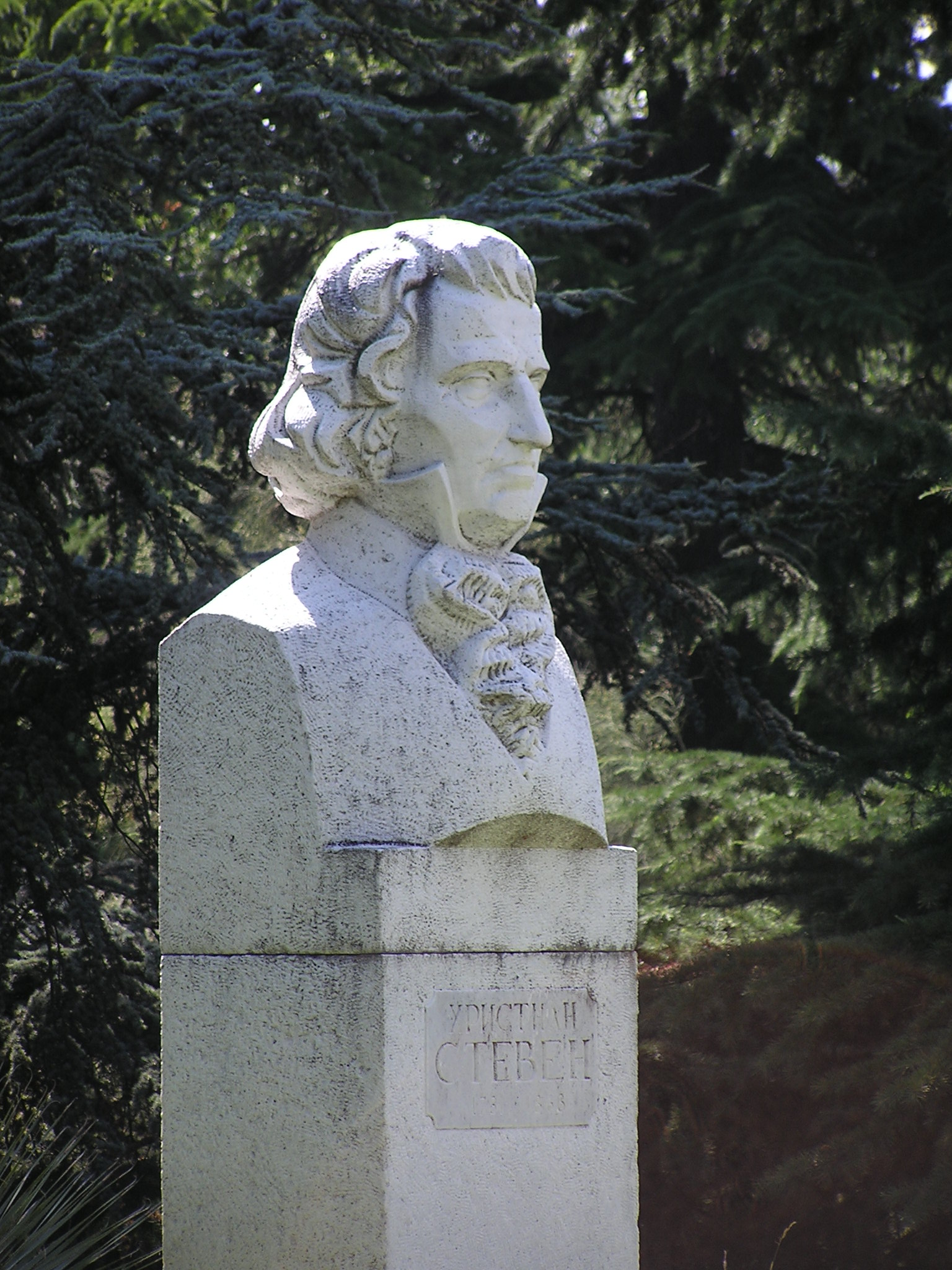
Бюст Х. Х. Стевена в Никитском ботаническом саду

Эти заслуги Стевена по устройству сада, выясненные академиком Кеппеном в его труде Ueber Pflanzen-Acclimatisirung in Russland, побудили герцога Ришельё исходатайствовать в 1818 году у Императора Александра I для трудолюбивого учёного 2 000 червонцев, которые дали Стевену возможность предпринять двухлетнее заграничное путешествие с целью изучить и подобрать плодовые и другие деревья, наиболее пригодные для снабжения ими Никитского сада. В начале 1820 года Стевен отправился в Вену, а оттуда в Берлин, где много работал в местном ботаническом саду, пользуясь, с разрешения профессора Линка, гербарием Вильденова. Затем он посетил Вильгельма фон Гумбольдта, побывал в Лейпциге, Дрездене, Фрайберге, Нюрнберге и Мюнхене, а оттуда через Инсбрук и Бернские Альпы отправился в Италию. Посетив и там наиболее важные пункты, он возвратился в Швейцарию и на некоторое время остановился в Женеве, где сблизился с Декандолем, занимавшимся тогда систематизацией семейства Капустные. Зиму 1820 года Стевен провёл в Париже, где, между прочим, познакомился с Кювье и Дефонтеном, а в начале следующего года через Марсель отправился в Грецию, которой, однако, из-за восстания греков, не достиг и, пробыв недолго в Константинополе, возвратился в Крым. Поселившись вблизи Симферополя в купленном им домике с большим садом, Стевен в свободное от своих служебных занятий время занялся приведением в порядок своего гербария и коллекции насекомых, достигших к этому времени, благодаря его трудолюбию и помощи со стороны многих известных учёных, весьма значительных размеров. Одна из его коллекций насекомых была им уступлена в 1825 года Московскому университету, причем следовавшие ему 12 000 рублей ассигнациями он пожертвовал тому же университету с тем, чтобы на проценты с этого капитала были учреждены две стипендии для недостаточных студентов, посвятивших себя изучению естественных наук. Другая, ещё более значительная коллекция насекомых была приобретена у Стевена в 1841 году министерством государственных имуществ для Горы-Горецкого земледельческого училища. Незадолго до своей смерти в 1860 году Стевен подарил Александровскому университету в Гельсингфорсе свой богатейший гербарий, заключавший в себе до 2 500 видов. Для принятия этого гербария нарочно прибыл осенью 1860 года в Крым профессор Нордман.
Деятельность Стевена за всё время пребывания в Крыму обильна результатами. Научные познания Стевена и обширное знакомство его с флорой южной России нашли здесь себе широкое практическое применение, которому вся южная Россия обязана разведением и распространением громадного числа новых и в большей или меньшей степени акклиматизированных растений — лучших сортов плодовых и других деревьев, как лиственных, так и хвойных. Достаточно заметить, что на Южном берегу Крыма нет сада, где не произрастали бы хоть некоторые из введенных Стевеном растений.
В 1815 году X. X. Стевен ходатайствовал о создании в Симферополе сада, «из которого распространялись бы в стране плодовые деревья всевозможных сортов, как это уже имеется в Никитском саду», однако проект не был поддержан.
После смерти Биберштейна в 1826 году Стевен был назначен на его место главным инспектором шелководства и за неимением времени сложил с себя звание директора Никитского ботанического сада, сохранив, однако, за собой главный надзор за этим учреждением. Почти всё время уходило у него теперь на служебные разъезды, так как подведомственный ему район простирался от Дуная до Волги и Каспийского моря. С учреждением министерства государственных имуществ занимаемая Стевеном должность была переименована в должность инспектора сельского хозяйства южной России, каковая и была поручена Стевену в 1841 году, занимавшему её в течение 10 лет. С 24 марта 1844 года — в чине действительного статского советника. По случаю исполнившегося в октябре 1849 года пятидесятилетия его деятельности Императорская академия наук, членом-корреспондентом которой Стевен состоял с 1815 года, избрала его своим почётным членом. То же сделали Киевский, Дерптский, Казанский и Гельсингфорсский университеты, Московское общество испытателей природы, Финляндское общество наук и Штетинское энтомологическое общество. Учёный комитет министерства государственных имуществ назначил ему большую золотую медаль. Ещё раньше, в 1840 году, по случаю двухсотлетнего юбилея Финляндского университета он был удостоен звания доктора философии, а в 1839 году был избран почётным членом Кавказского общества сельского хозяйства.
По расстроенному здоровью он вышел в отставку и, продолжая жить на своей даче вблизи Симферополя, посвятил себя исключительно научной деятельности.
В 1846 году X. X. Стевен выдвинул идею использовать Днепр для орошения крымских земель. «Высокозамечательно не только в экономическом, но и в общественном отношении»,— писал Стевену его современник академик Кеппен. Однако и этот проект не был оценён по достоинству.
Все известные учёные России и Западной Европы, путешествовавшие по Крыму, всегда находили у Стевена самый радушный прием и всяческое содействие. Среди них французский геолог и путешественник Фредерик Дюбуа де Монпере (фр. Frédéric Dubois de Montpéreux), ботаник Ледебур, доктор Видеман, лингвист Шёгрен (в 1836 году), которому Стевен подарил свои весьма ценные заметки по истории, этнографии и географии Кавказа, собранные им во время его постоянных поездок. Ещё раньше он передал академику Лербергу свои заметки о кавказских народах, а в 1815 году представил в академию наук статью Idées sur la population du Caucase et sur l’origine des Géorgiens, которая, однако, не была напечатана. Свою огромную библиотеку он подарил Александровскому университету в Гельсингфорсе и Ришельевскому лицею в Одессе.
Умер Стевен в Симферополе в ночь с 17 на 18 апреля 1863 года.
Сын Александр Христианович Стевен — российский государственный деятель, основатель научной библиотеки «Таврика» и музея древностей.

## Названы именем Стевена

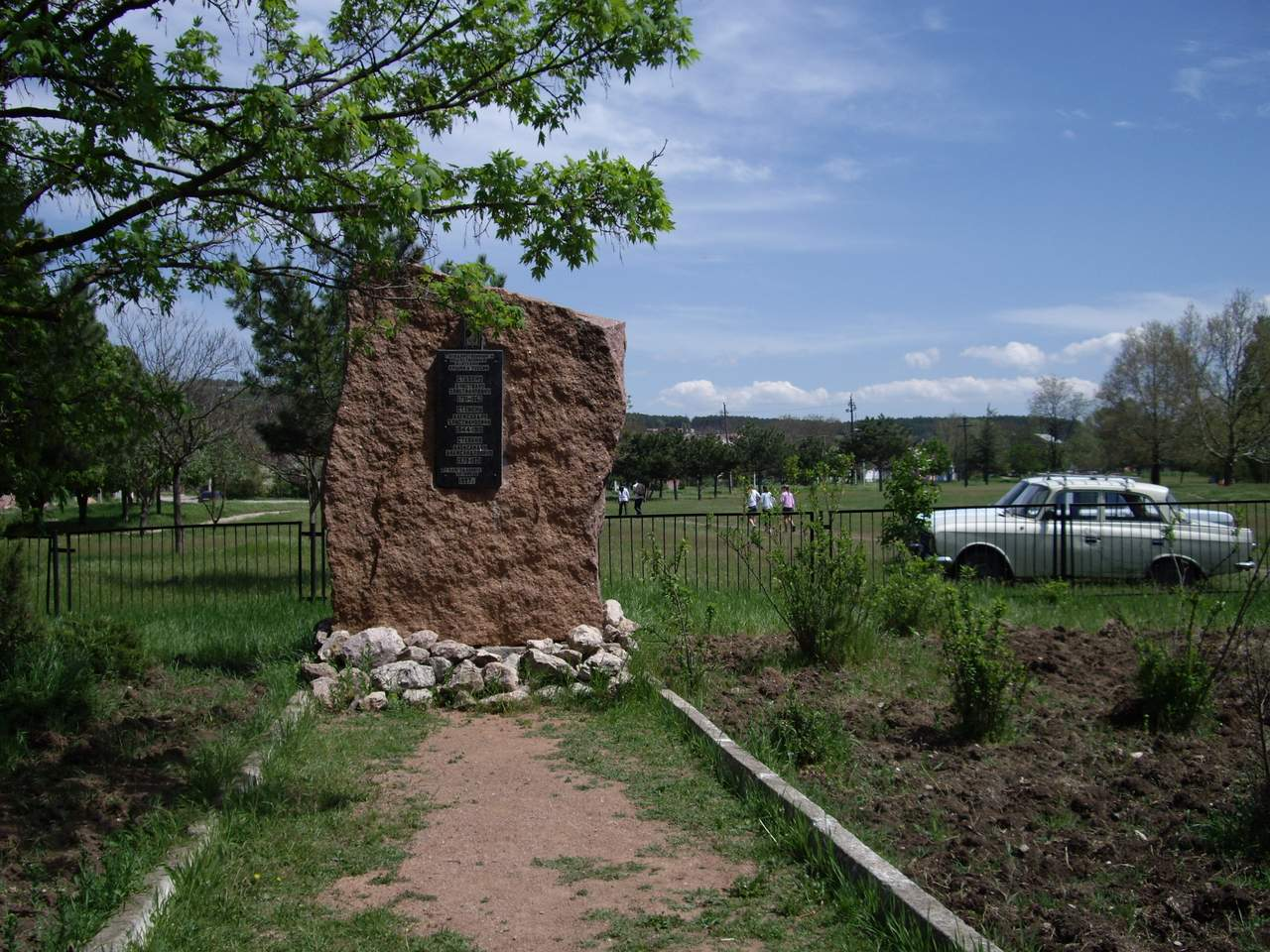
Памятник на месте дома Стевенов в Симферополе

В 1977 году в Никитском ботаническом саду установлен мраморный бюст его основателю, для которого он собрал более 450 видов экзотических растений.
До недавнего времени сохранялся в Симферополе одноэтажный дом X. X. Стевена, в котором учёный жил и работал в 1820—1863 годах. Здание состояло на государственном учёте, его арендатором была школа УВД. Здание разрушено в 1977 году. На месте дома в 1997 году установлен памятник Стевенам.
В честь Стевена названа улица в Симферополе, а также многие биологические таксоны.

### Родырастений
- Стевения (Stevenia Adams ex Fisch.) семейства Капустные (Brassicaceae), образованный четырьмя видами;
- Стевениелла (Steveniella Schltr.) семейства Орхидные (Orchidaceae), состоящий из одного вида Стевениелла сатириовидная (Steveniella satyrioides) [syn.  Steveniella caucasica Garay — Стевениелла кавказская]

### Видырастений
- Аистник Стевена (Erodium stevenii M.Bieb.)
- Борщевик Стевена (Heracleum stevenii Manden.)
- Боярышник Стевена (Crataegus stevenii Pojark.)
- Вечерница Стевена (Hesperis steveniana DC.)
- Катран Стевена (Crambe steveniana Rupr.)
- Клён Стевена (Acer stevenii Pojark) syn. Acer hyrcanum subsp. stevenii (Pojark.) A.E.Murray
- Пион Стевена (Paeonia steveniana Kem.-Nath.) syn. Paeonia wittmanniana subsp. macrophylla (Albov) Halda
- Солнцецвет Стевена (Helianthemum steveni Rupr. ex Juz. & Pozdeeva)
- Шлемник Стевена (Scutellaria stevenii Juz.)
- Ясколка Стевена (Cerastium stevenii Schischk.)
- Ясменник Стевена (Asperula steveni V.I.Krecz.)

и многие другие.
В честь Стевена названы также два вида жужелиц.

## Труды
По ботанике
- Alyssi rostrati et Erodii serotini descriptio (Mémoires de l’Académie Impériale des sciences de St. Pétersbourg, т. III, 1810—1811, стр. 295)
- Decas plantarum nondum descriptarum Iberiae et Rossiae meridionalis (Mémoires de la société Impériale des naturalistes de Moscou, т. II, стр. 173—183)
- Catalogue des plantes rares ou nowelles, observées pendant un voyage autour du Caucase orientale (ib., т. III, 1812 г., стр. 244—270). Продолжение этой работы было напечатано под заглавием Stirpes rariores in itinere caucasico а 1810 lectae (ib.,edit. sec., т. IV, 1830 г., стр. 89—112
- Monographia pedicularis (Mém. de la Soc. de Nat. de Mosc., т. VI, 1823 г., стр. 1—60, с 17 таблицами)
- De pinibus taurico-caucasicis (Bull. de la Soc. de Nat. de Mosc., 1838 г., № І, стр. 43—53)
- Annotationes botanicae (ib., 1848 г., № III, стр. 267—284)
- Observationes in Asperifolias taurico-caucasicas (ib., 1851 г., № II, стр. 558—609)
- Xiphocoma et Gampsoceras, duo genera e familia Ranunculacearum (ib., 1852 г., № II, стр. 537—544)
- Verzeichniss der auf der taurischen Halbinsel wildwachsenden Pflanzen (ib., 1856 г., № II, стр. 234—334; № III, стр. 121—186; № IV, стр. 339—418; 1857 г., № II, стр. 325—398; № III, стр. 65—160. Отд. издание, Москва, 1857 г., 8°)
- Краткое наставление о разведении плодовых деревьев в полуденной России (СПб., 1-е изд. 1831 г., 3-е изд. 1850 г.)
- Лесные породы, покрывающие Крымские горы (Журн. Мин. Госуд. Имущ., т. III, отд. II, стр. 576)
- Краткое описание Императорского Никитского сада (Украинский Журнал, 1824 г., № 15, стр. 141—155)

По энтомологии
- Description de l’Elater Parreyssii et de quelques nouveaux Buprestes (ib., т. II (VIII), 1832 г., стр. 79—94 и Bull, 1830 г., № II, стр. 153—172)
- Наставление о шелководстве (СПб., 1848 г., 8°, 2-е изд.)
- О насекомых вредных для винограда (Земледельческая Газета, 1834 г., № 17).

По сельскому хозяйству
- О разведении марены, или крапа (Журн. Мин. Госуд. Имущ., т. VII, отд. II, стр. 212)
- Опыты над д’Арсетовым нагревательным аппаратом для шелководства (ib., т. VII, отд. IV, стр. 45)
- Состояние разных отраслей сельского хозяйства в болгарских и немецких колониях в Бессарабии (ib., т. IX, отд. II, стр. 125)
- Метеорологические наблюдения в южной России (ib., т. IX, отд. IV, стр. 1)
- Хозяйство греческих колонистов Мариупольского округа Екатеринославской губернии (ib., т. IX, отд. IV, стр. 21)
- Замечания о каменных кадях, употребляемых в виноделии (ib., т. IX, отд. IV, стр. 50 и 175)
- Примечания к статье Ю. Витте: «О сельском хозяйстве в Херсонской, Таврической и Екатеринославской губерниях» (ib., т. XIII, отд. II, стр. 58 и 101)
- Замечания о шелководстве (ib., 1841 г., № 96)
- Описание гигантских дерев в Калифорнии (Зап. Кавказск. общ. сельского хозяйства, 1857 г., стр. 514).